# Cedrela
Cedrela es un género de árboles perennes o caducifolios (durante la estación seca) de la familia de las meliáceas, con 7 especies distribuidas por las regiones tropicales y subtropicales del Nuevo Mundo desde el Sur de México hasta el Norte de Argentina. 

## Descripción
Son árboles deciduos, con indumento de tricomas simples; plantas monoicas. Hojas paripinnadas o raramente imparipinnadas. Cáliz irregularmente lobado, dentado o discoide; pétalos 5, libres, adnados en la base al androginóforo, imbricados; estambres 5, libres, adnados en la base a un androginóforo delgado, anteras adheridas en el ápice de los filamentos; ovario 5-locular, lóculos con 8–14 óvulos, ápice del estilo discoide. Fruto una cápsula leñosa y septifragal, abriéndose por el ápice mediante 5 valvas, cada lóculo con hasta 12 semillas; semillas con alas terminales, unidas al ápice de una columela angular suavemente leñosa.

## Taxonomía
El género fue descrito por Patrick Browne y publicado en The Civil and Natural History of Jamaica in Three Parts 158, pl. 10, f. 1. 1756. La especie tipo es: Cedrela odorata L.
Etimología
Cedrela: nombre genérico que es un diminutivo de Cedrus.

## Especies
- Cedrela angustifolia
- Cedrela fissilis Vell.: cedro misionero - Sur de Costa Rica hasta Argentina
- Cedrela hirsuta C. DC. - Paraguay
- Cedrela imparipinnata C. DC. - Guatemala
- Cedrela lilloi C. DC. - Argentina, Bolivia, Brasil, Ecuador
- Cedrela montana Moritz ex Turcz - Colombia, Ecuador
- Cedrela odorata L. (Cedro Hembra) - Indias Occidentales y desde el 24°N en México hasta 28°S en Argentina
- Cedrela salvadorensis Standl. - América Central
- Cedrela tonduzii C. DC. - América Central

Cedrela odorata es la especie más común del género, ampliamente distribuida por los bosques tropicales y subtropicales. Se comporta como caducifolia durante la estación seca, que puede durar varios meses. C. lilloi y C. montana se dan a altitudes más altas y húmedas, son perennes o brevemente cadicifolias.
Es de madera muy apreciada por su aroma, estructura y color. La cedrela odorata de las Antillas, se emplea en la confección de las cajas de habanos.
Su nombre común en Latinoamérica es Cedro, pero este nombre se puso después por la similitud de la madera con el Cedro verdadero que es una conífera, llamada científicamente Cedrus que son unas coníferas originarias de montañas próximas al Mediterráneo.